# Kreml (Kazany)
A Kazanyi Kreml (oroszul: Казанский Кремль, tatár nyelven: Qazan kirmäne/Казан кирмене) az oroszországi Tatárföld Volga menti fővárosa, Kazany citadellája, történelmi központja. A Kazanka-folyó fölötti dombra épült hajdani erődítmény falai között volt egykor a kazáni tatár kánok udvara, a cári időkben a helyi kormányzó palotája, jelenleg itt áll Tatárföld elnökének rezidenciája.
A Kreml építészeti együttese egymástól eltérő kultúrák találkozásából született. Lényegében a 18. századra nyerte el mai formáját, de kialakulásában az orosz és a tatár hagyományoknak egyaránt fontos szerepe volt és jelenleg is a különböző kultúrák – orosz és tatár, ortodox és muzulmán egyházi hagyomány – együttélése jellemzi.
A múzeummá nyilvánított, védett történelmi épületegyüttest 2000-ben felvették az UNESCO Világörökség listájára.

## Történeti áttekintés

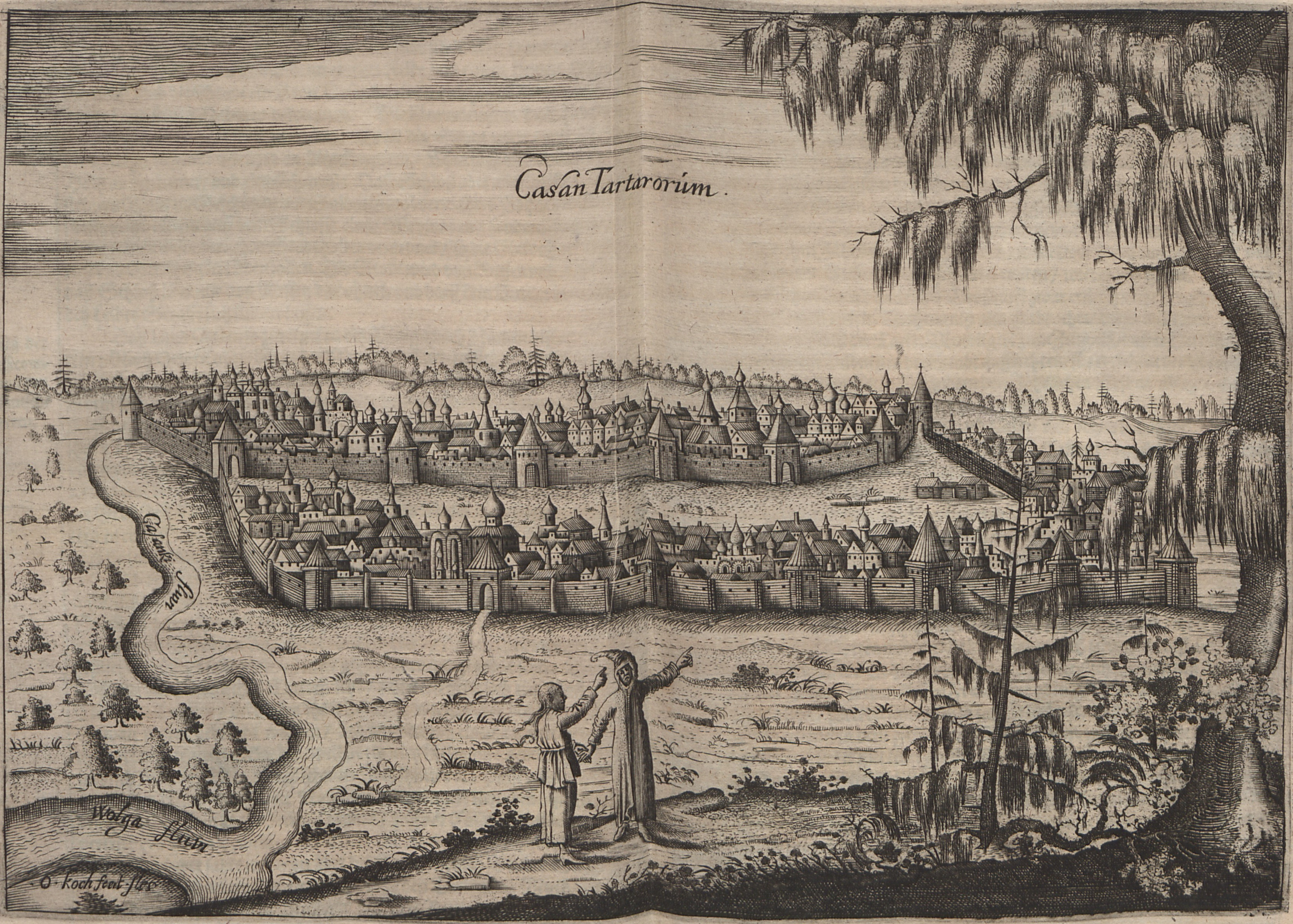
Kazany az 1630-as években, Adam Olearius metszete

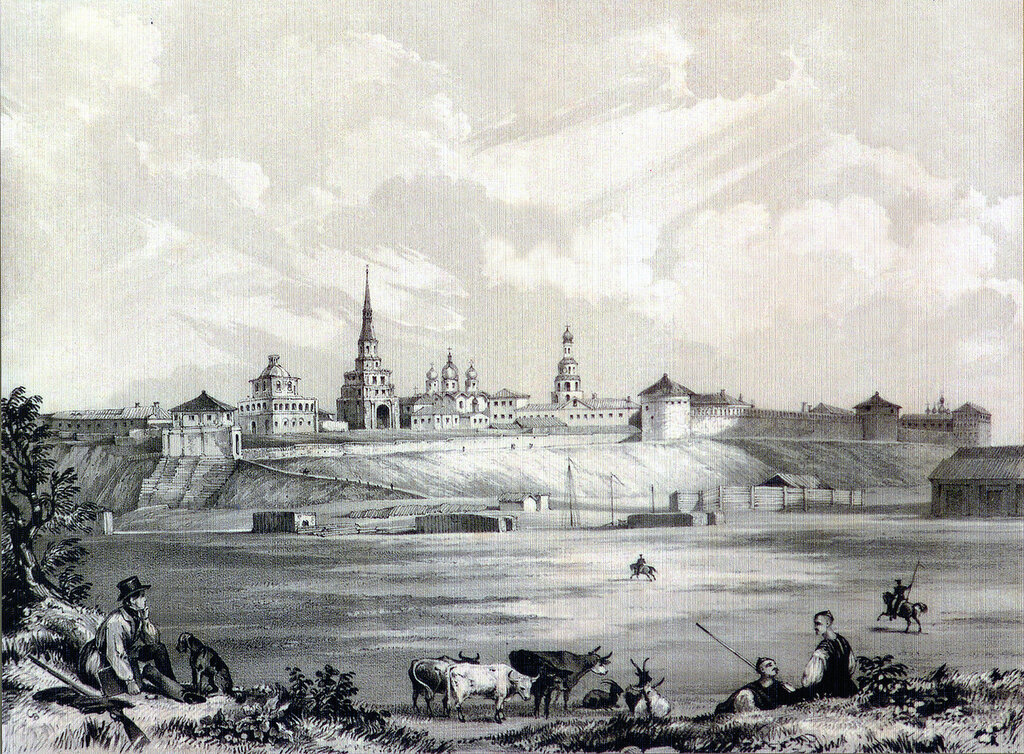
Kazany az 1839-es évben, Turnerelli metszete

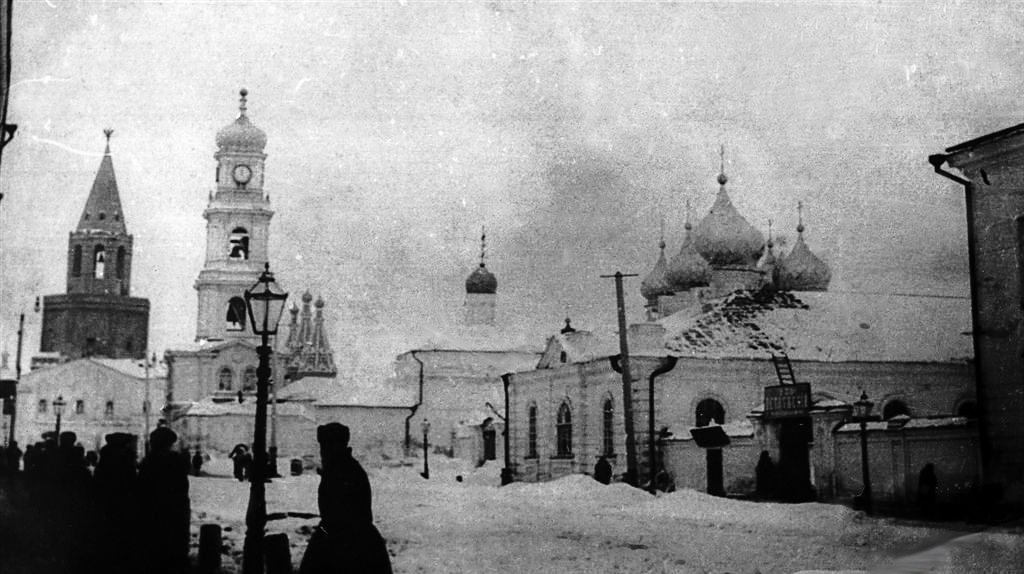
Szpaszo-Preobrazsenszkij monasztir, XIX

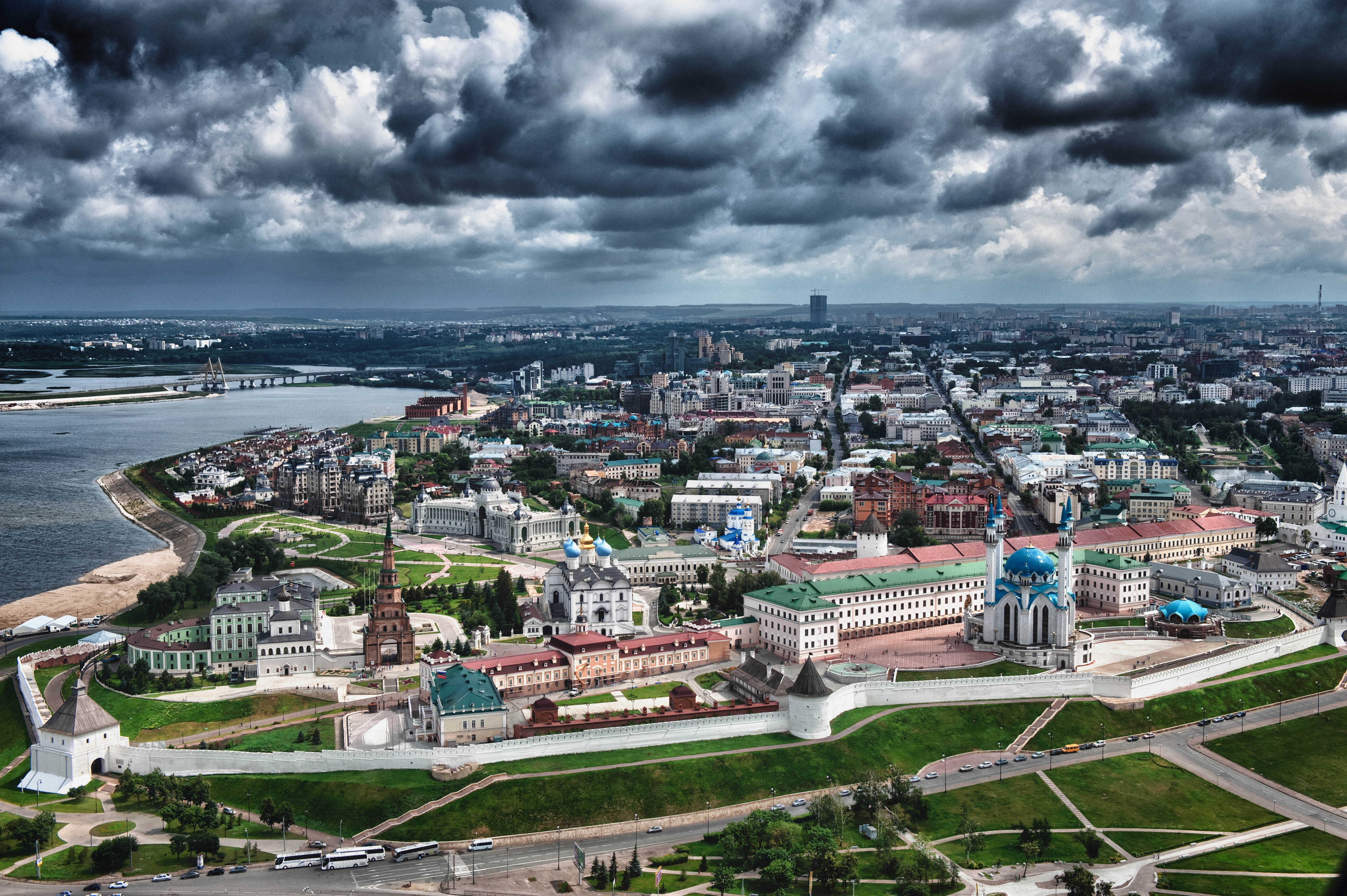
A Kreml madártávlatból

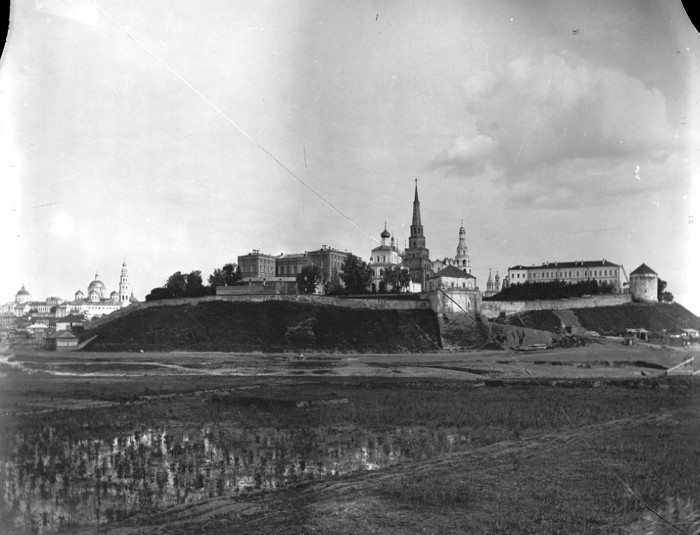
A Kazanyi Kreml 1911-ben

Keletkezéséről pontos, megbízható adatok nem állnak rendelkezésre. A hivatalos álláspont szerint volgai bolgárok alapították a 10-11. század fordulóján. Miután a mongol-tatár invázió Volgai Bolgárországot is elpusztította, és létrejött az Arany Horda, az itteni megerősített település a 13. század második felében a környező területek központja lett. 1438-tól 1552-ig az önálló Kazanyi Kánság központja, a kánok rezidenciája volt. 
1552-ben IV. Iván orosz cár csapatai elfoglalták, és az egykori kánság területe a moszkvai orosz állam része lett. A 40 napos ostrom után még épen maradt falakat, épületeket a cár leromboltatta, helyettük ortodox templomokat és új, kőből rakott falat, tornyokat emeltetett. Történészek azt is tudni vélik, hogy az újjáépítéssel a pszkovi Posztnyik Jakovlev építőmestert bízták meg. (Hagyományosan neki tulajdonítják a moszkvai Vörös téren álló Vaszilij Blazsenij-székesegyház megépítését is, melyet Kazán elfoglalásának emlékére emeltek.)
A Kazanyi Kreml ma látható épületegyüttese tehát főként a régi tatár védművek, mecsetek és más épületek romjain, nagyrészt a 16. század második felében és azt követően keletkezett. 1708-ban megalakították a Kazáni kormányzóságot, ami újabb jelentős építkezéseket indított el. 1815-ben a várfalakon belül nagy tűzvész pusztított. A helyreállítást követően, a 19. században a Kreml végérvényesen elvesztette erődítmény jellegét. 
A szovjet korszakban a régi építmények kisebb részét lerombolták, többségét hagyták leromlani vagy kulturális értékeiket figyelmen kívül hagyva használták, csak 1977-ben kezdődtek alaposabb felújítási munkák. Az 1990-es években további rekonstrukcióra, illetve fontos régészeti feltáró munkákra került sor.

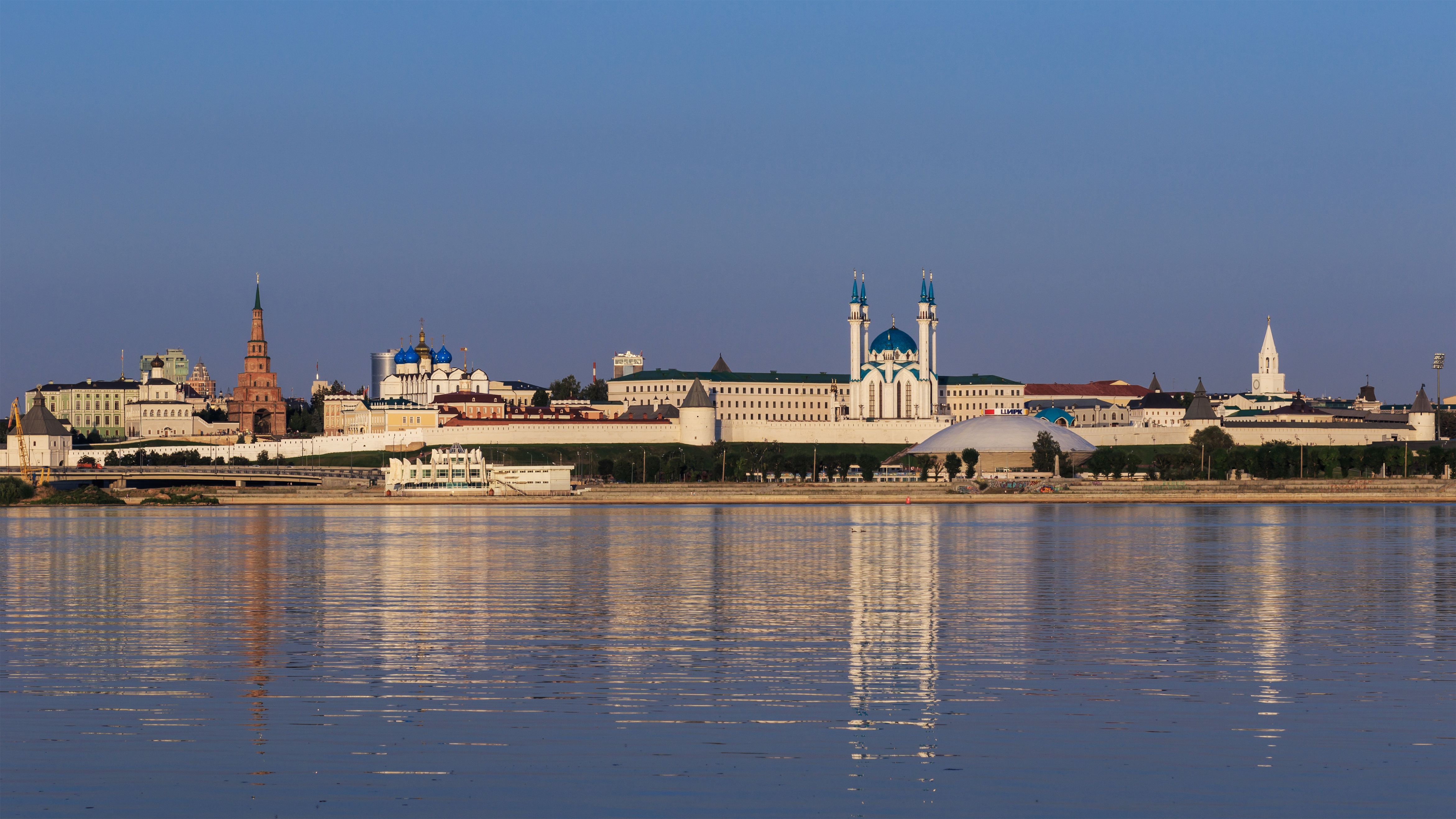
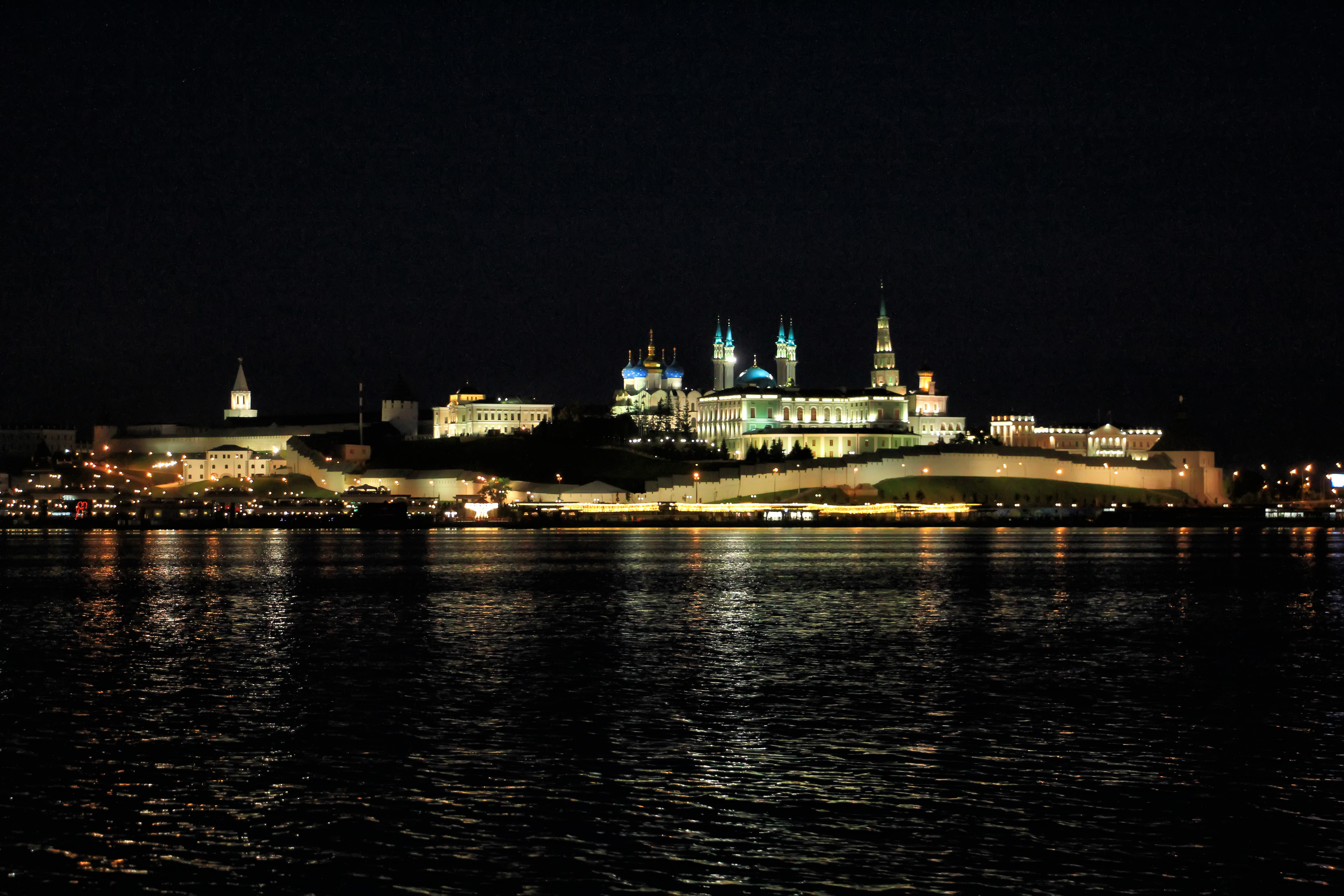

## A műemlék épületegyüttes
A Kazanka folyó fölötti dombon észak–déli irányban elnyúló, szabálytalan sokszög alakú Kreml hófehér falainak magassága 8-12 m, hossza összesen 1800 m. A falakat és tornyokat a város elfoglalása utáni években kezdték építeni, egy részük azonban csak a 17. században készült el, amikorra hadászati jelentőségük már csökkent. A 13 egykori bástyatoronyból 9  ma is áll. Közülük legismertebb a jelenlegi főbejárat, a Szpasszkaja-torony, de ugyanilyen híres a falakon belül álló, legendákkal övezett Szüjümbike-torony is.
- A Szpasszkaja-torony (a Megváltóról elnevezett torony). A Kreml déli falában, az 1560-as években épült torony eredetileg kétszintes volt és védelmi célokat szolgált. A gazdagon díszített felső szinteket a következő évszázadban építették rá, mai formáját a 18. században nyerte el. A 44 m magas, sátortetős torony alján van a Kreml központi, hivatalos bejárata. Mellette állt valaha a Megváltó színeváltozása-kolostor (Szpaszo-Preobrazsenszkij monasztir), melynek 16. századból való két templomépületét a sztálini időkben lebontották. A déli fal két végét egy-egy kör alakú bástyatorony zárja le.

- A Tajnyickaja-torony (Tajnyik jelentése „rejtekhely”). Itt van a Kreml északi, Kazanka folyó felőli bejárata. Nevét az 1552-es ostrom során felrobbantott tatár bástyáról kapta, melyen át egykor titkos járat vezetett egy víznyerőhelyhez. A kétszintes, négyzet alakú torony méreteivel, a rajta át vezető szűk bejáratával, súlyos, sötét boltíveivel most is a régi idők hangulatát idézi.

- A Szüjümbike-torony, népszerű nevén: Kán mecsetje. Bár nem mecset, a Kreml többi építményétől teljesen eltérő stílusban készült. A vörös téglából rakott, 140 m² alapterületű, 7 szintes, 58 m magas torony nem a fal része, nem is védelmi célt szolgált. Szakértők véleménye szerint egyes díszítőelemei volgai bolgár építmények és tatár mecsetek motívumaival mutatnak hasonlóságot.  Eredetéről megoszlanak a vélemények. Az egyik nézet a 17. század elején orosz építőmesterek által készített alkotásnak tartja, melyet elsősorban őrtoronynak használtak. A másik változat szerint az oroszok előtti történelmi korszakban keletkezett és a bolgár téglaépítészet folytatása, illetve annak 15. század végéről fennmaradt képviselője. Nevének eredete az utolsó kazáni kánnő nevére utal, aki a legenda szerint a toronyból levetette magát, miután az orosz csapatok bevették a várost. A tornyot eredetileg földbe ásott tölgyfacölöpökre építették, melyek egy része korhadni kezdett, ettől a torony kissé megdőlt. Dőlése a csúcsnál megközelíti a 2 m-t.

- Az Angyali üdvözlet katedrális (Blagovescsenszkij-szobor) a város legfőbb ortodox temploma, a Kreml legrégebbi egyházi épülete. 1556 és 1562 között készült, pszkovi mesterek munkája. Bár a katedrálist később többször átépítették és eredeti formájából kevés maradt meg, homlokzatán ma is felismerhetők az ősi pszkovi díszítőmotívumok. A romba dőlt tatár építményektől kissé távolabb, helyi mészkőből épült, az ősi orosz templomépítészet hagyományos keresztkupolás stílusában, öt kisebb kupolával, eredetileg három apszissal. A 16. század végén két oldalszárnyat építettek hozzá. Ekkor emelték ötszintes harangtornyát is, melyet később sokszor átépítettek, végül 1928-ban lebontották. 1736-ban a katedrális nyugati részéhez téglából refektóriumot (étkezőtermet) toldottak, az eredetileg sisak alakú kupolákat hagymakupolákra cserélték és a központi kupolát ukrán barokk stílusúra alakították át. Az 1815-ös tűzvész során a templom is súlyos károkat szenvedett. Helyreállítása után készült el a szomszédos főpapi épület a katedrálishoz vezető fedett galériával együtt. A század folyamán a templom főbejáratát magasított, fedett verandával látták el. 1918-ban a polgárháború során az épület ismét súlyosan megsérült, öt kisebb kupolája megsemmisült. A szovjet hatalom idején, 1925-ben a templomot bezárták, majd itt helyezték el a városi levéltárat, ami lényegében az épület fennmaradását biztosította. Egyes részeit lebontották ugyan, de ezeket részben az 1977-ben elkezdődött rekonstrukció során, részben később sikerült visszaállítani. 1995-ben a levéltárat áthelyezték, és elkezdődött a templom tíz évig tartó helyreállítása.

- A nem egyházi létesítmények közül kiemelkedik a Kreml régi, északi részén álló egykori kormányzói palota épülettömbje. Az 1840-es években készült a neves orosz építész, Konsztantyin Ton és társai tervei alapján, barokk- és más motívumokat vegyítő eklektikus stílusban. 1917-ig a kazáni kormányzó palotája volt, jelenleg Tatárföld elnökének rezidenciája. A Szüjümbike-torony és a palota között áll a Palotatemplom (Dvorcovaja cerkov), melyet egy középkori tatár mecset alapjaira építettek a 17. században. A palota a környező épületekkel együtt a kánok rezidenciájának helyén épült, melyet egykor pavilonok, gazdasági épületek vettek körül. Ide tartozhatott az a dzsámi és türbe (mauzóleum) is, melyek alapjait a közelmúltban tárták fel. A káni rezidencia maradványai a régi kormányzói udvar részeként a 19. század elejéig fennmaradtak, feltehetően 1807-ben kerültek lebontásra.

## A 21. század elején
2005-ben a Kreml volt a helyszíne a – hivatalos álláspont szerint 1000 éves – város központi ünnepségeinek. Ekkorra épült fel a város központi muzulmán temploma, a Kul-Sarif mecset, melyet egy tatár nemzeti hősről neveztek el. Négy minaretjének magassága egyenként 57 m. A tatár történelem folytonosságát is jelképező új létesítmény átadására 2005 júniusában került sor. A rákövetkező hónapban a kívül-belül teljesen felújított ortodox Angyali üdvözlet katedrálist nyitották meg a hívők és a közönség előtt.

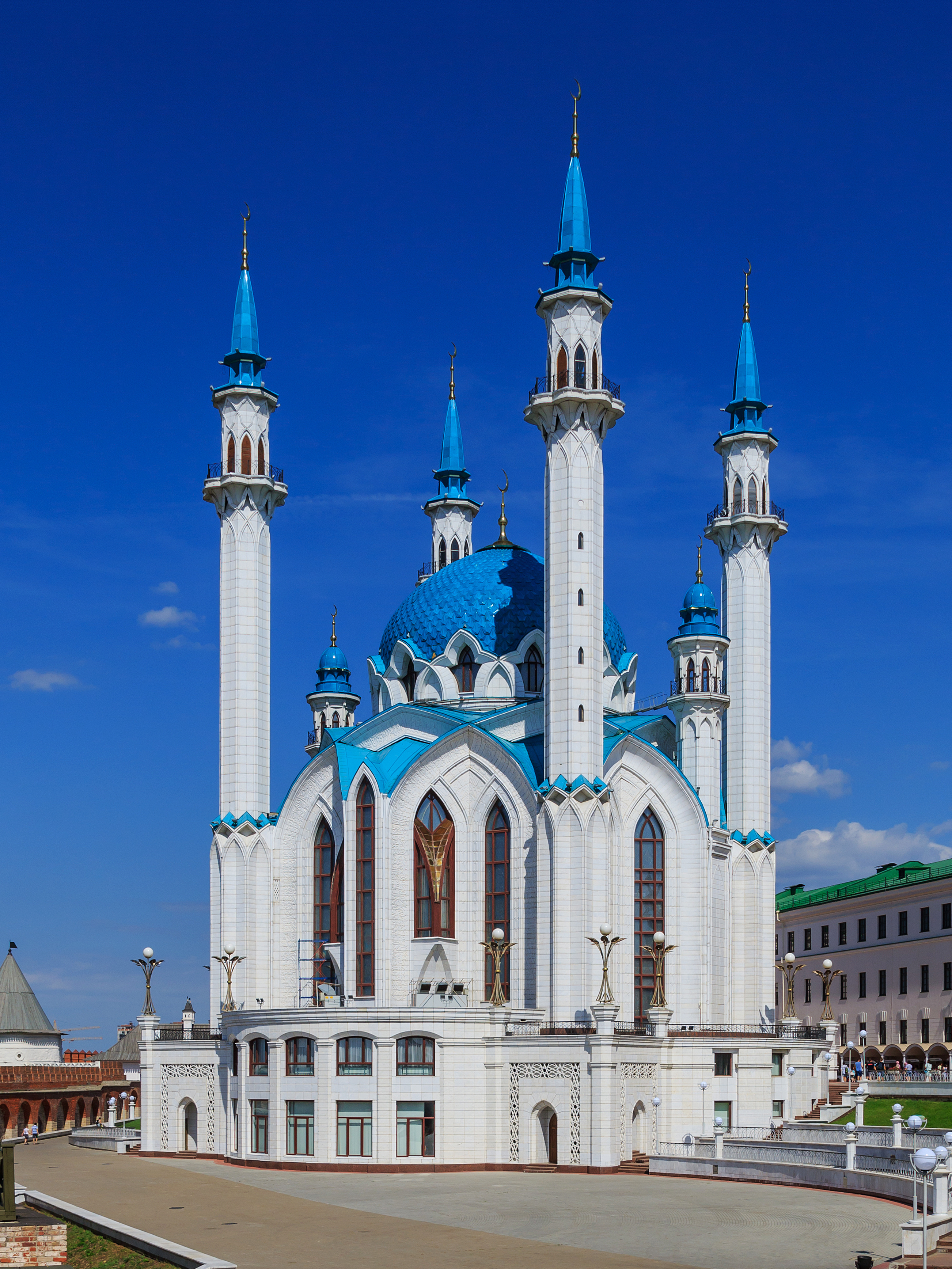
Kul-Sarif mecset
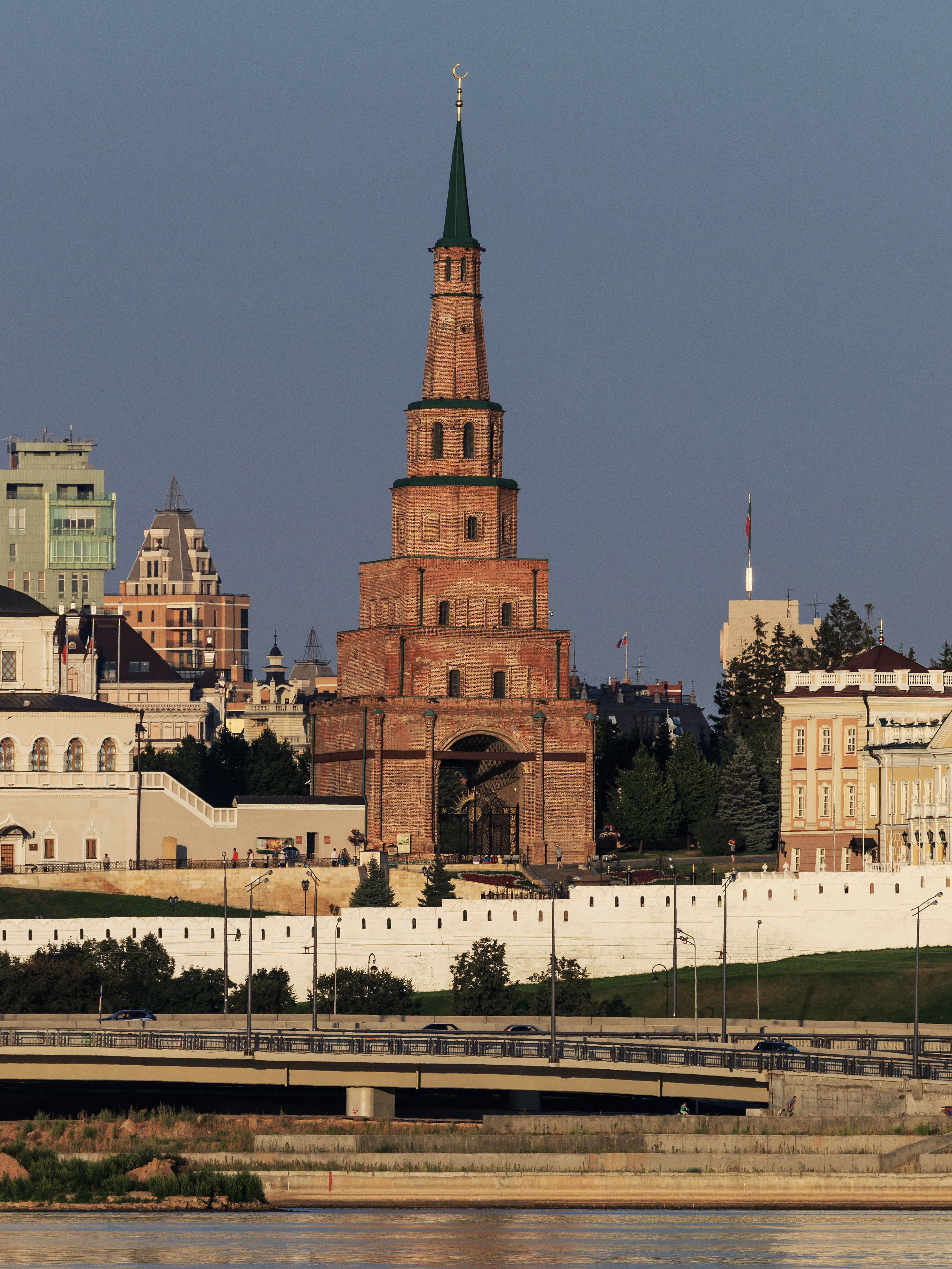
A Szüjümbike-torony
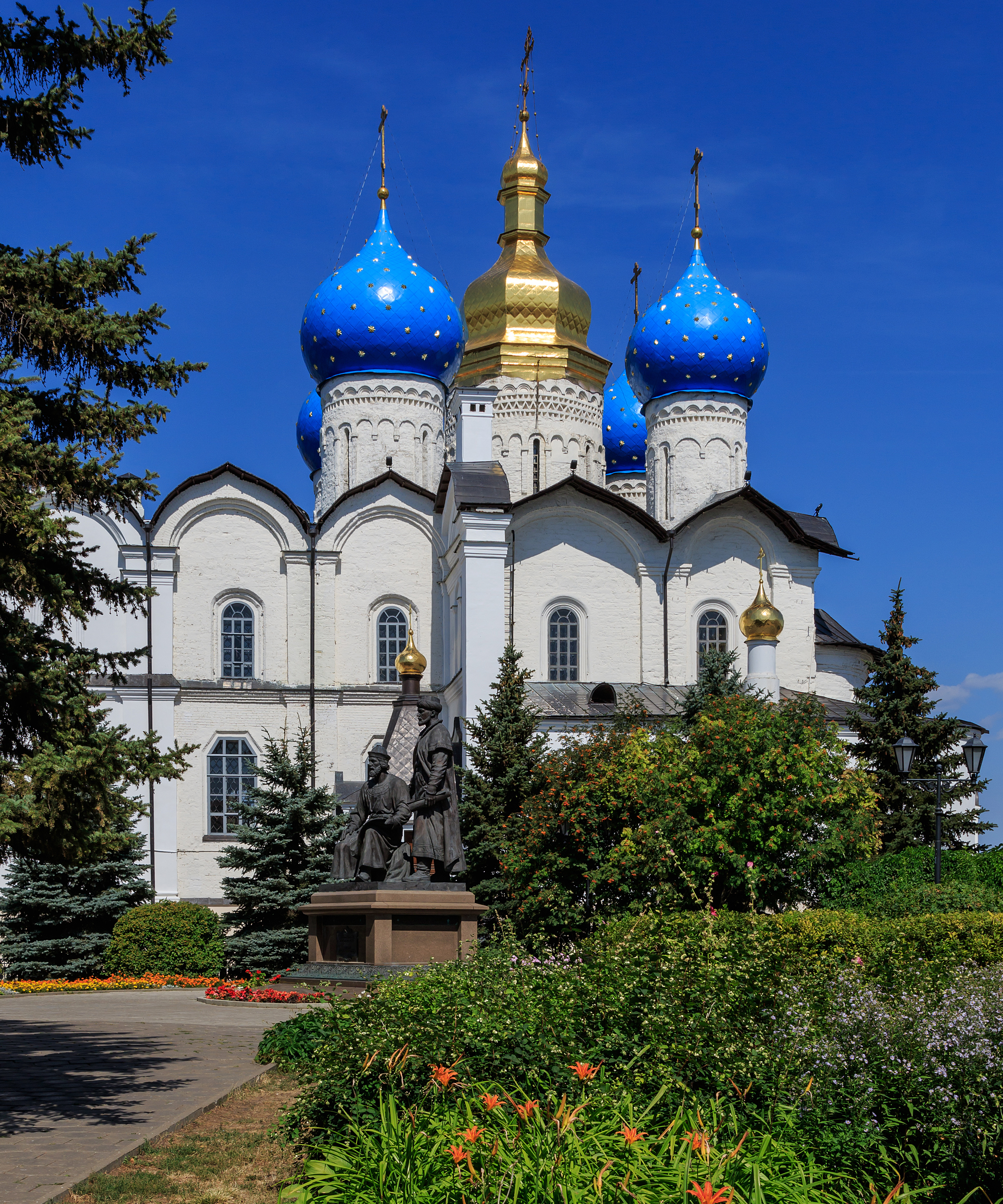
Az Angyali üdvözlet katedrális
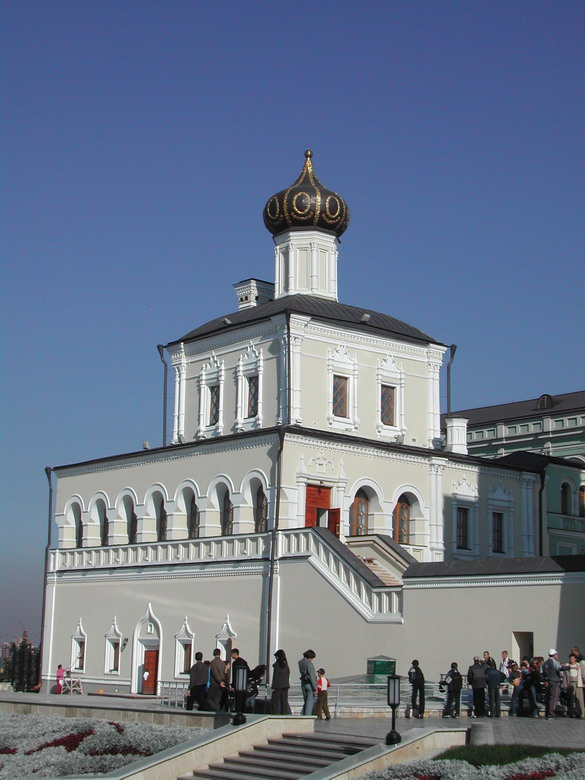
Palotatemplom

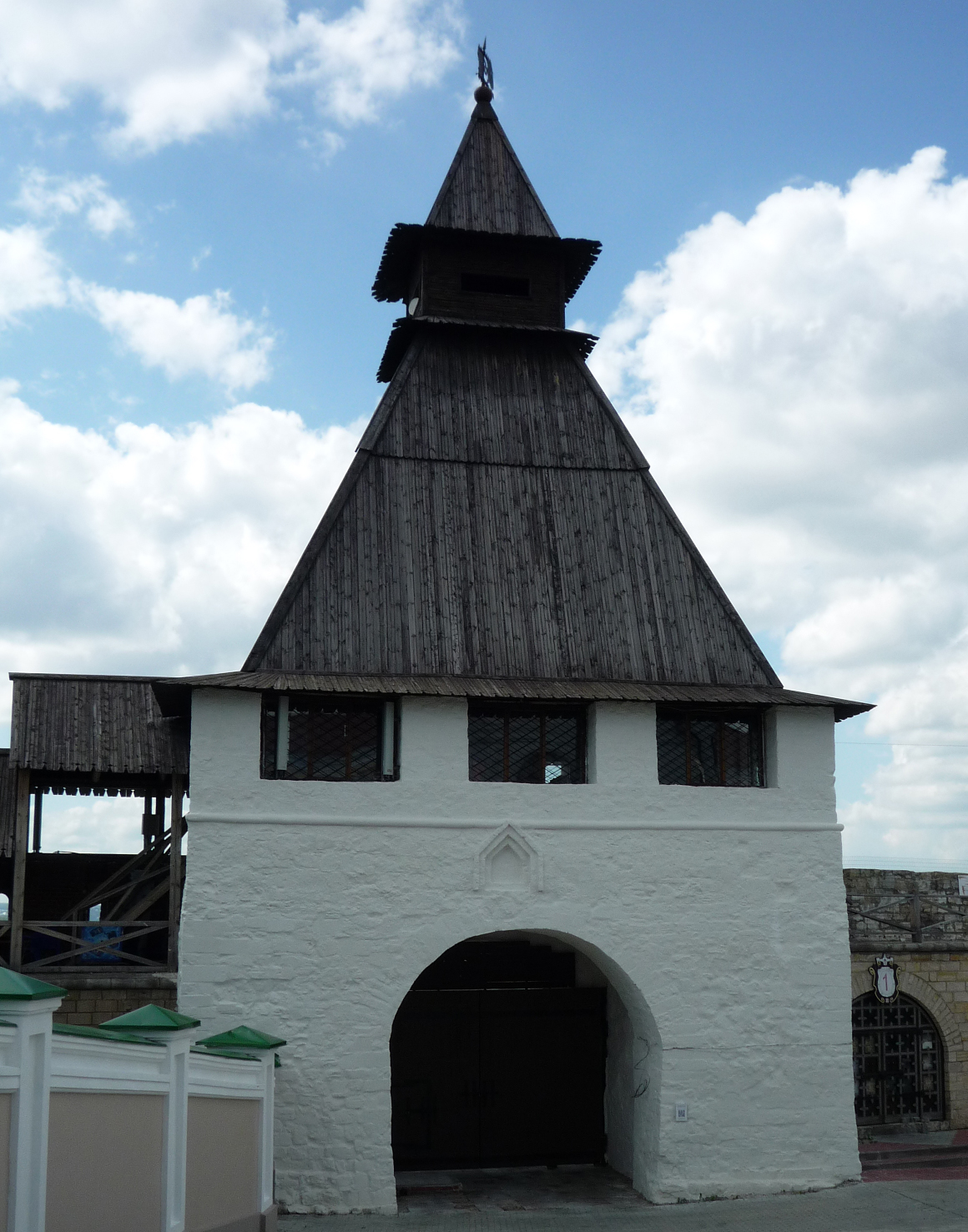
Színeváltozása-torony
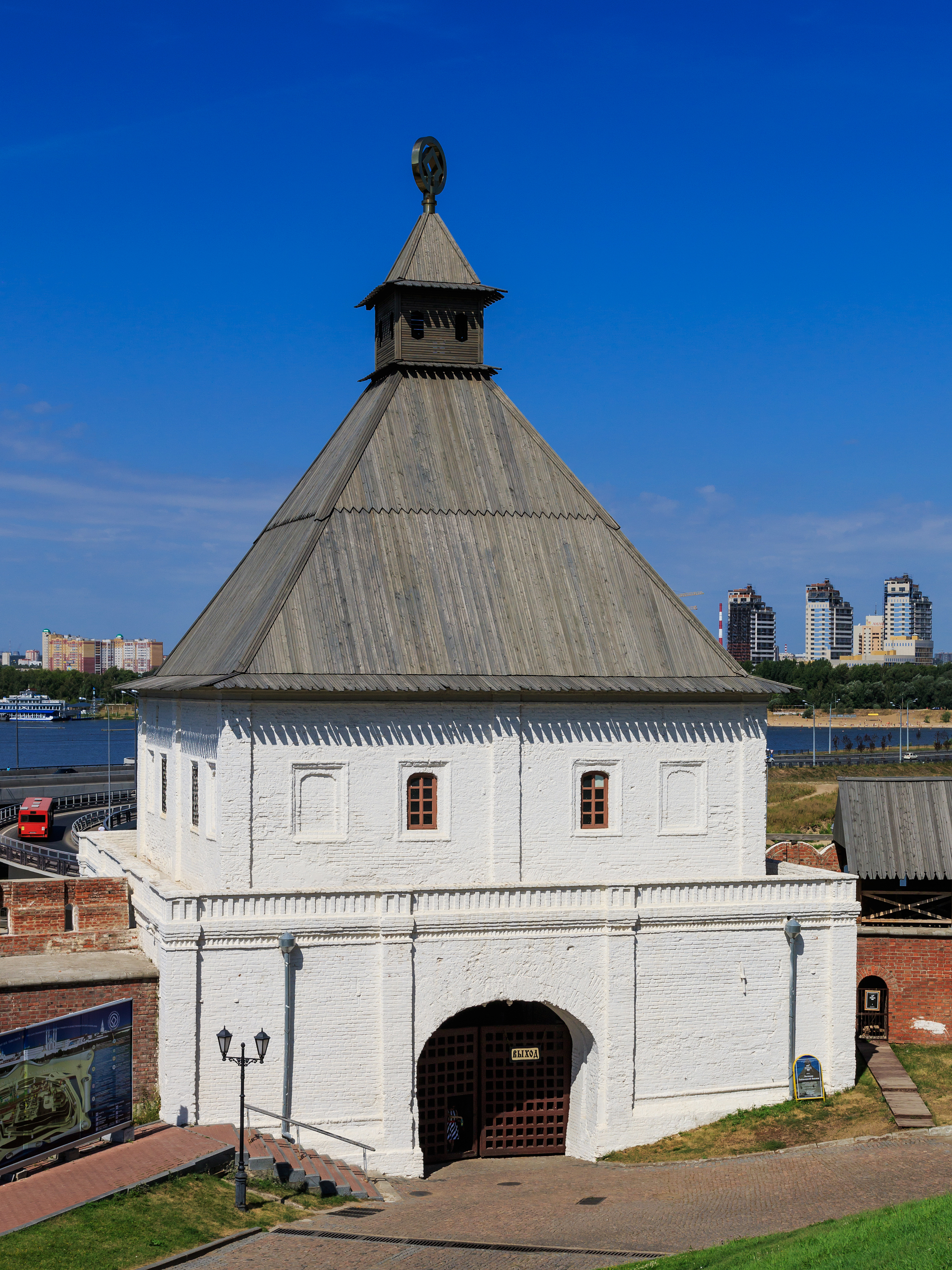
Tajnyickaja-torony
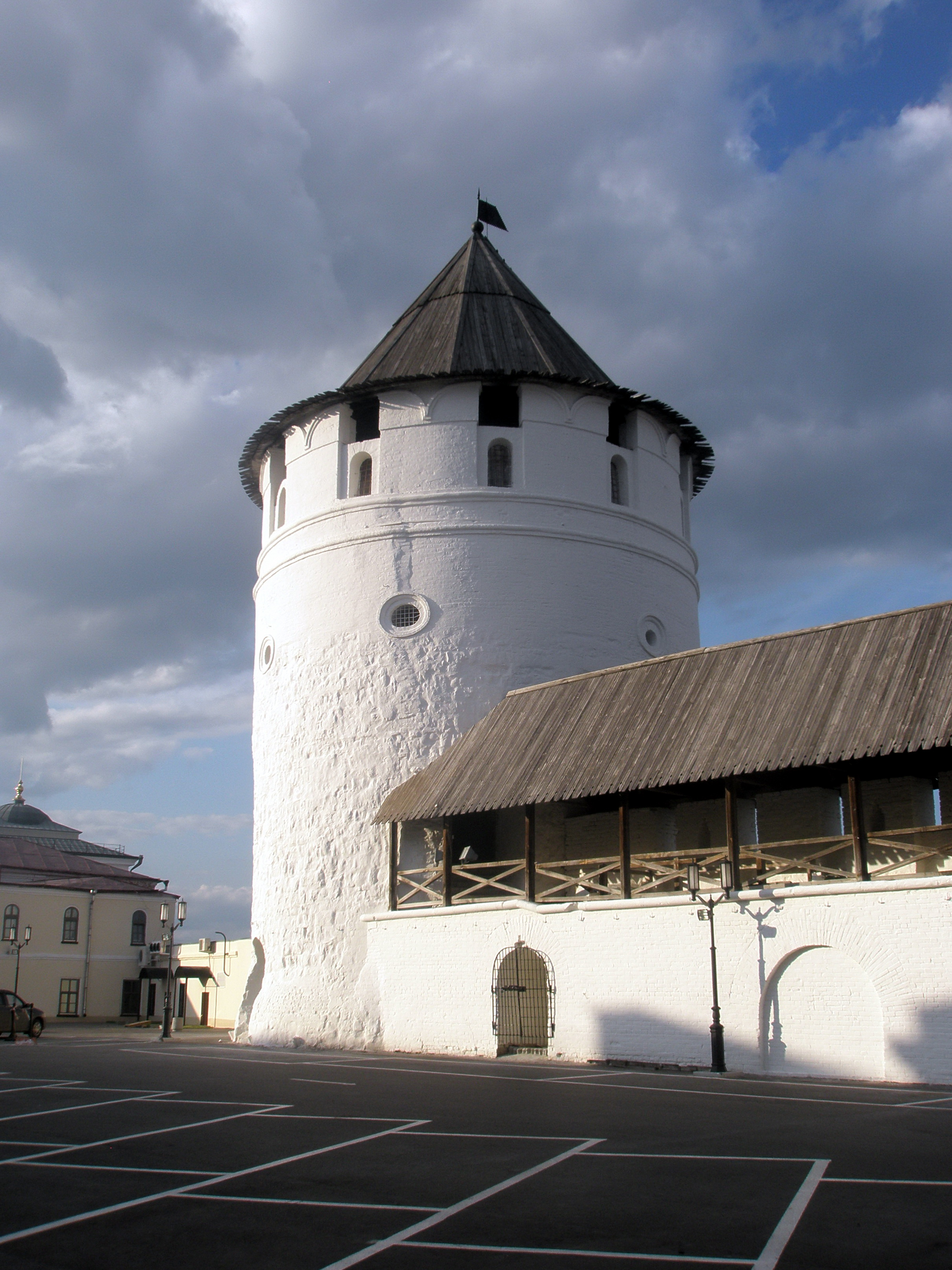
Konsistorшja-torony
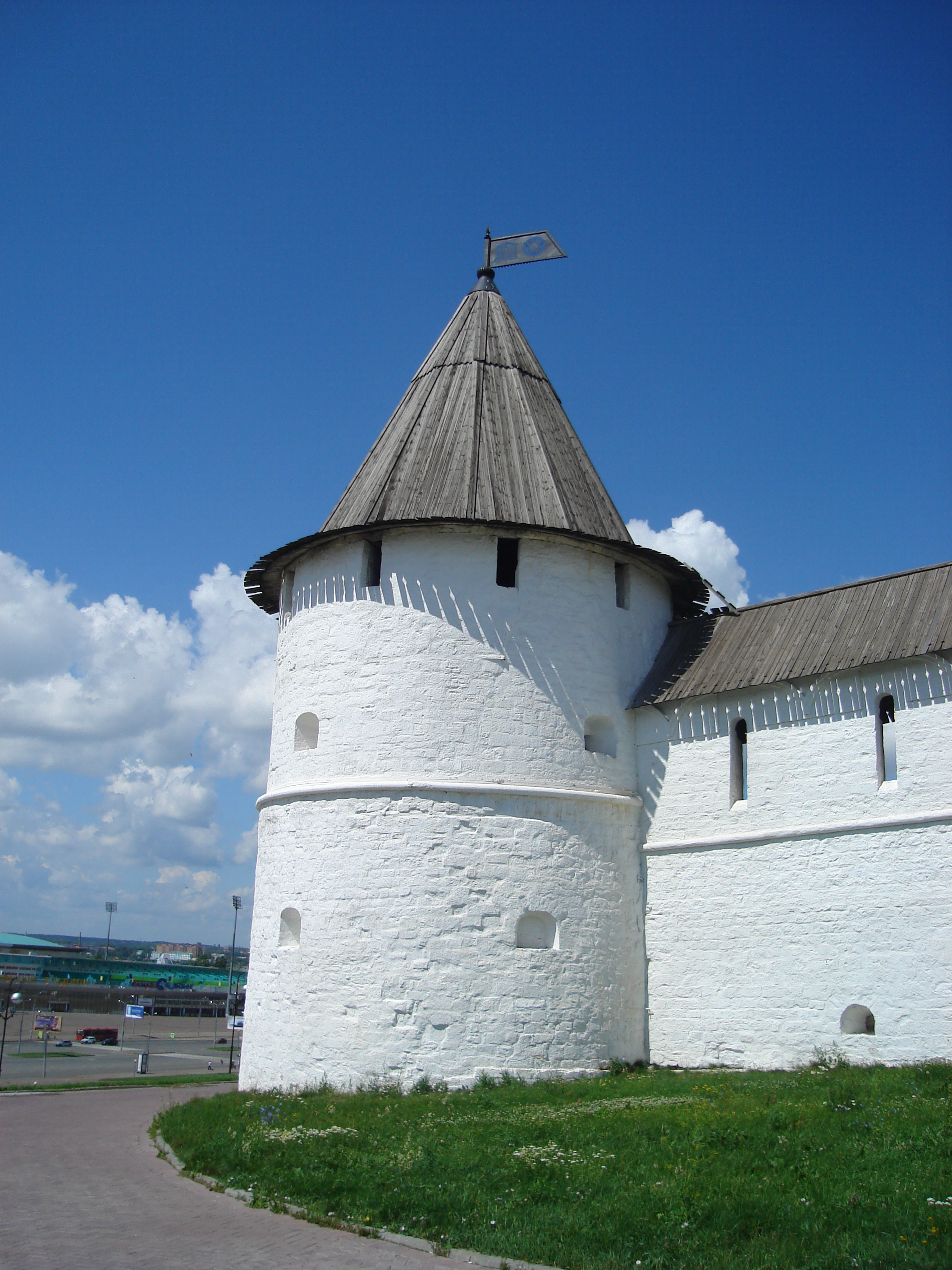
S-W torony
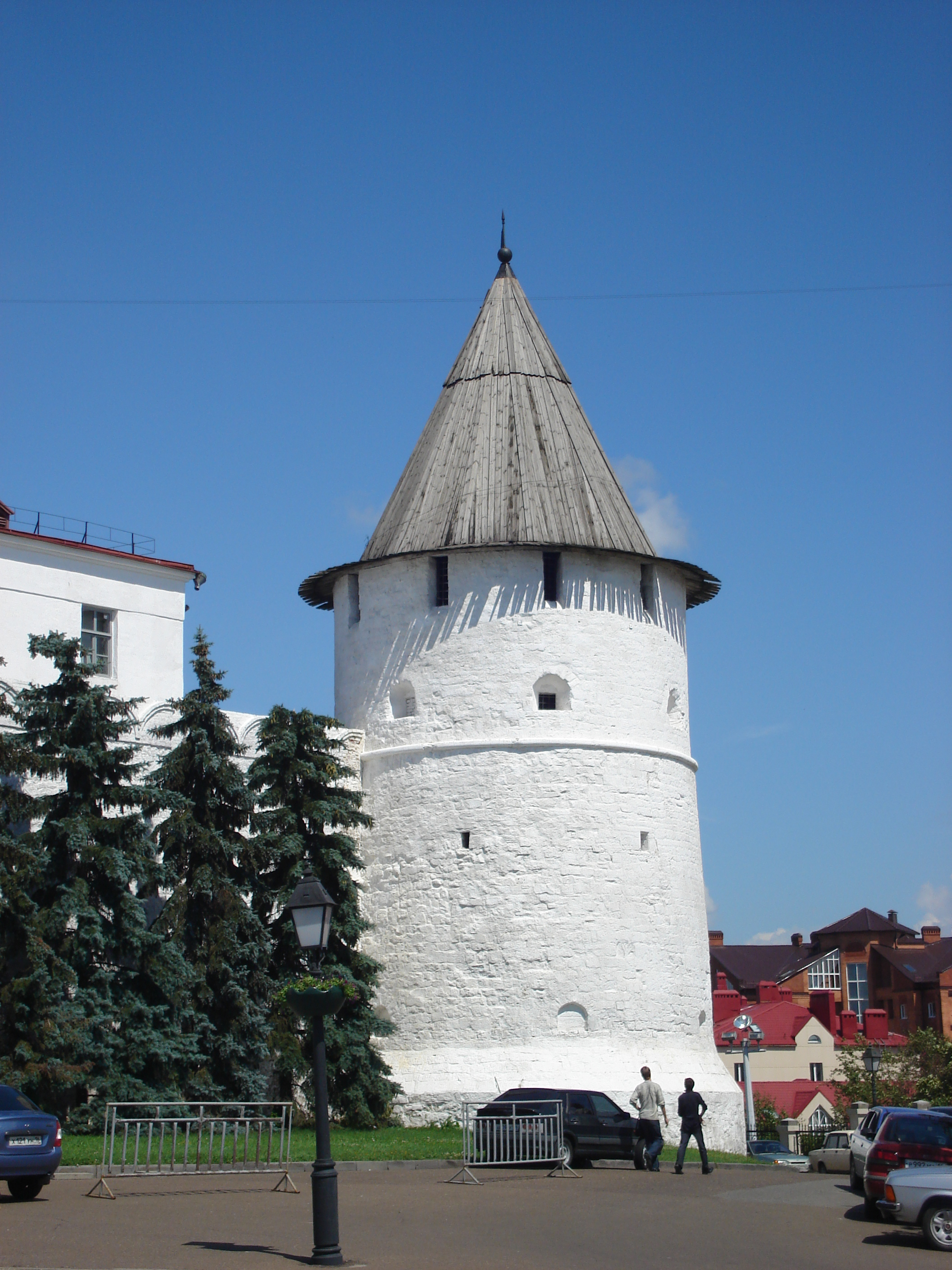
S-E torony

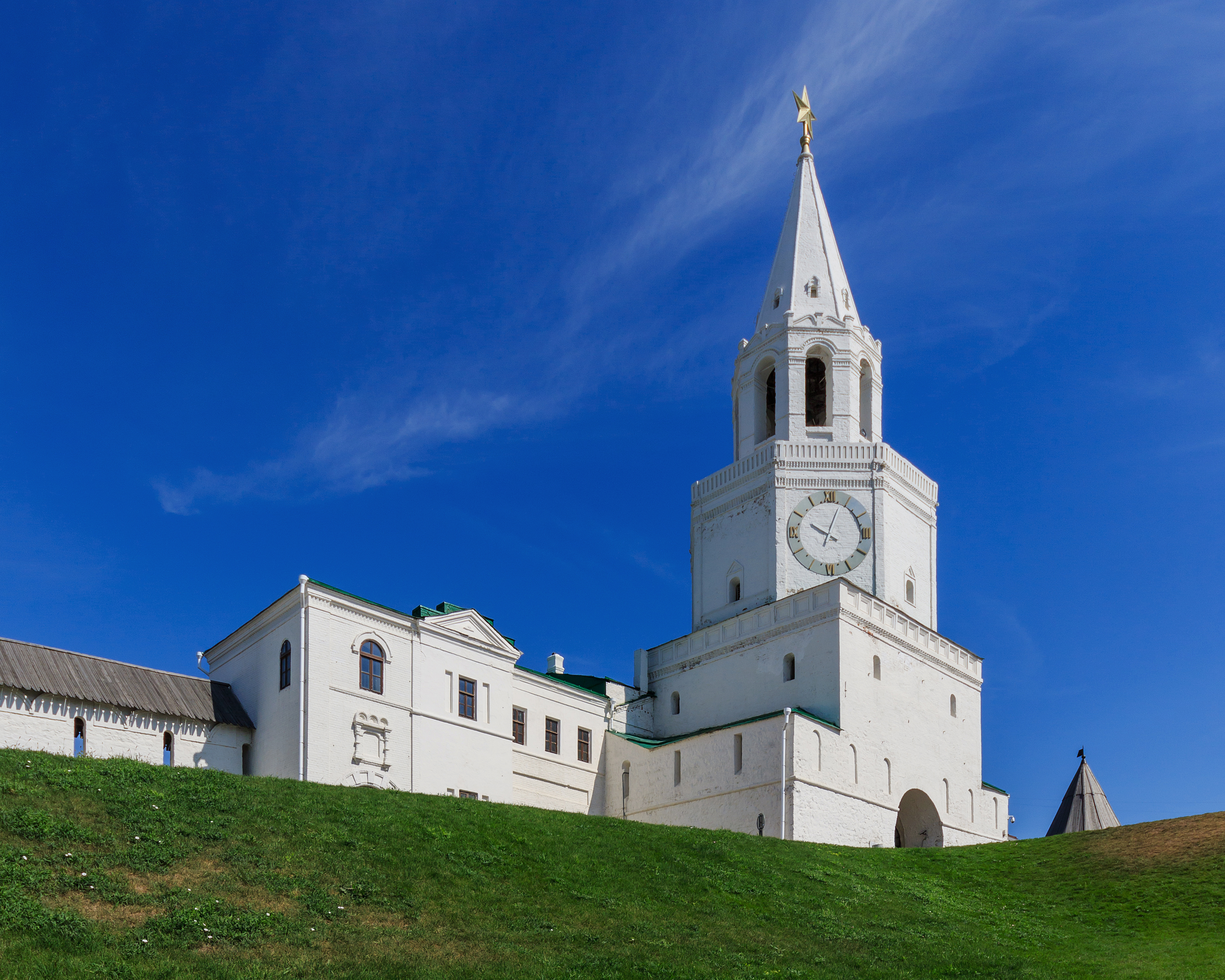
Szpasszkaja-torony
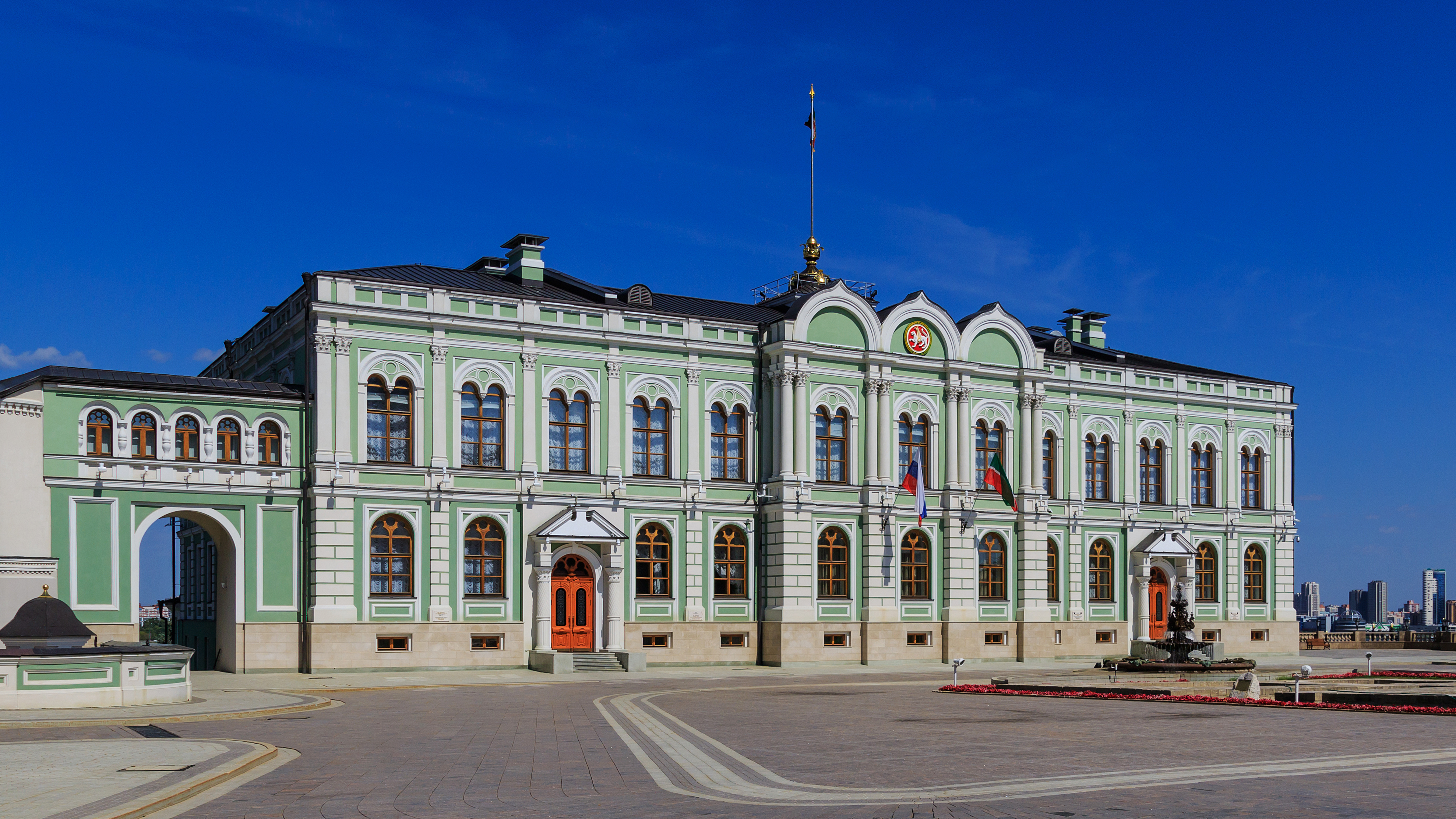
A kormányzói palota
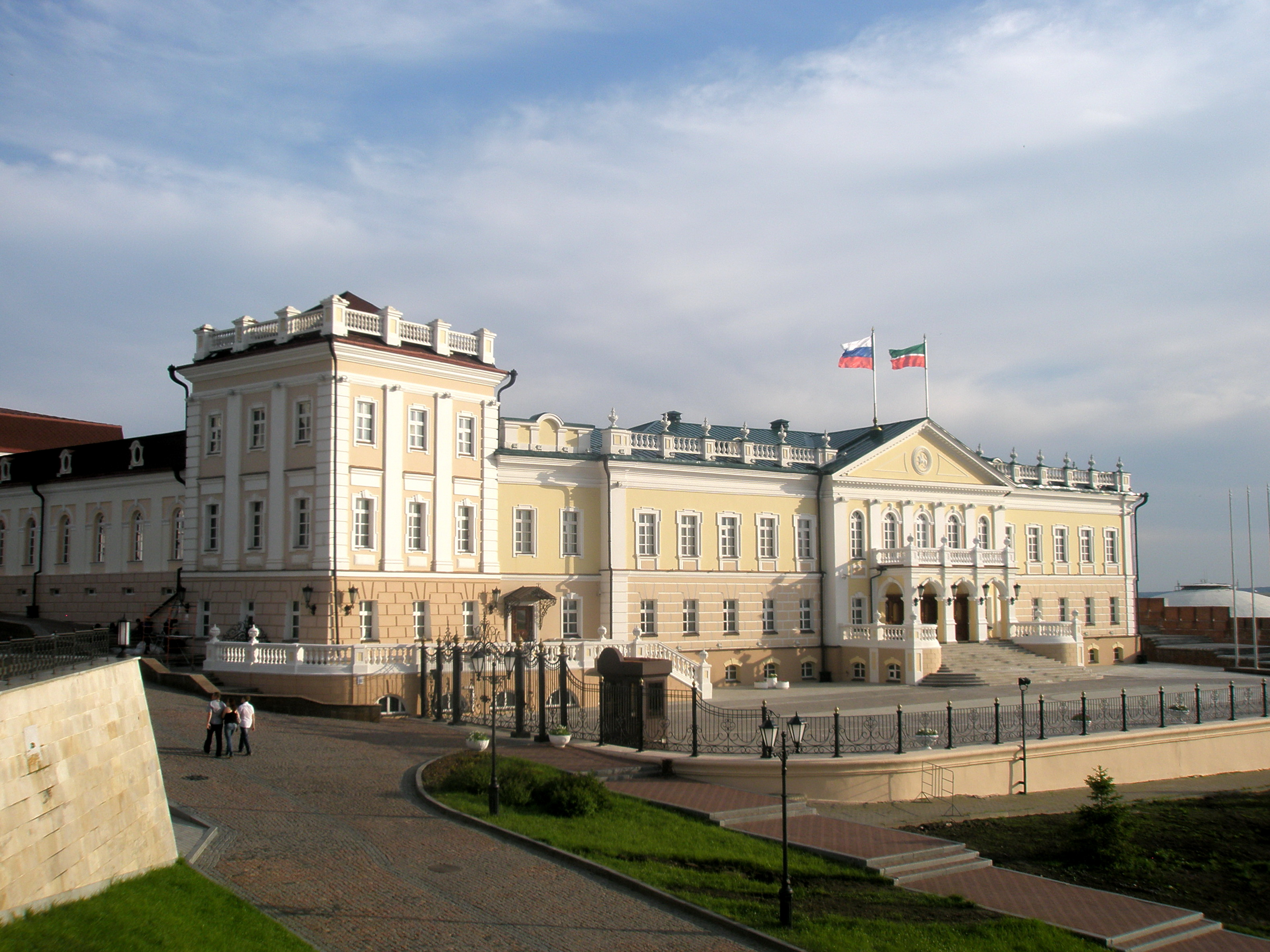
Konsistoria palota
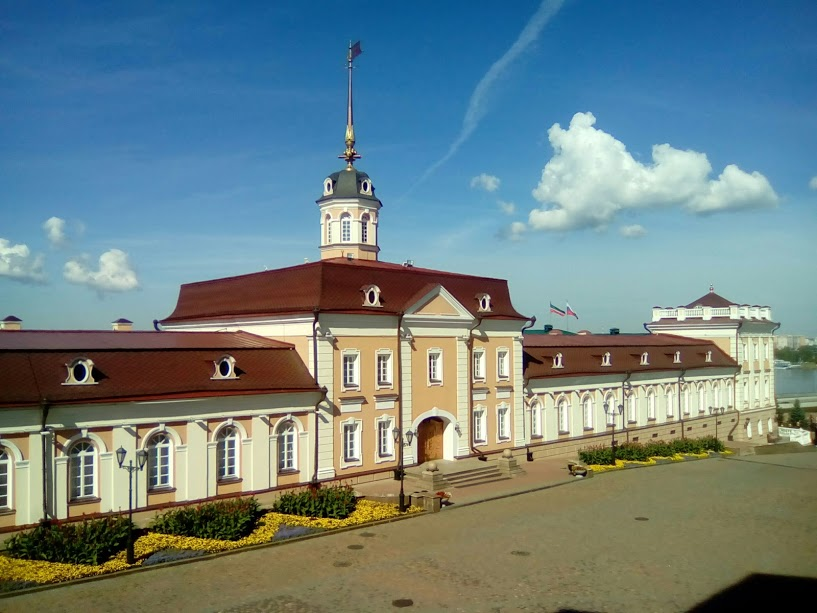
Arsenal palota
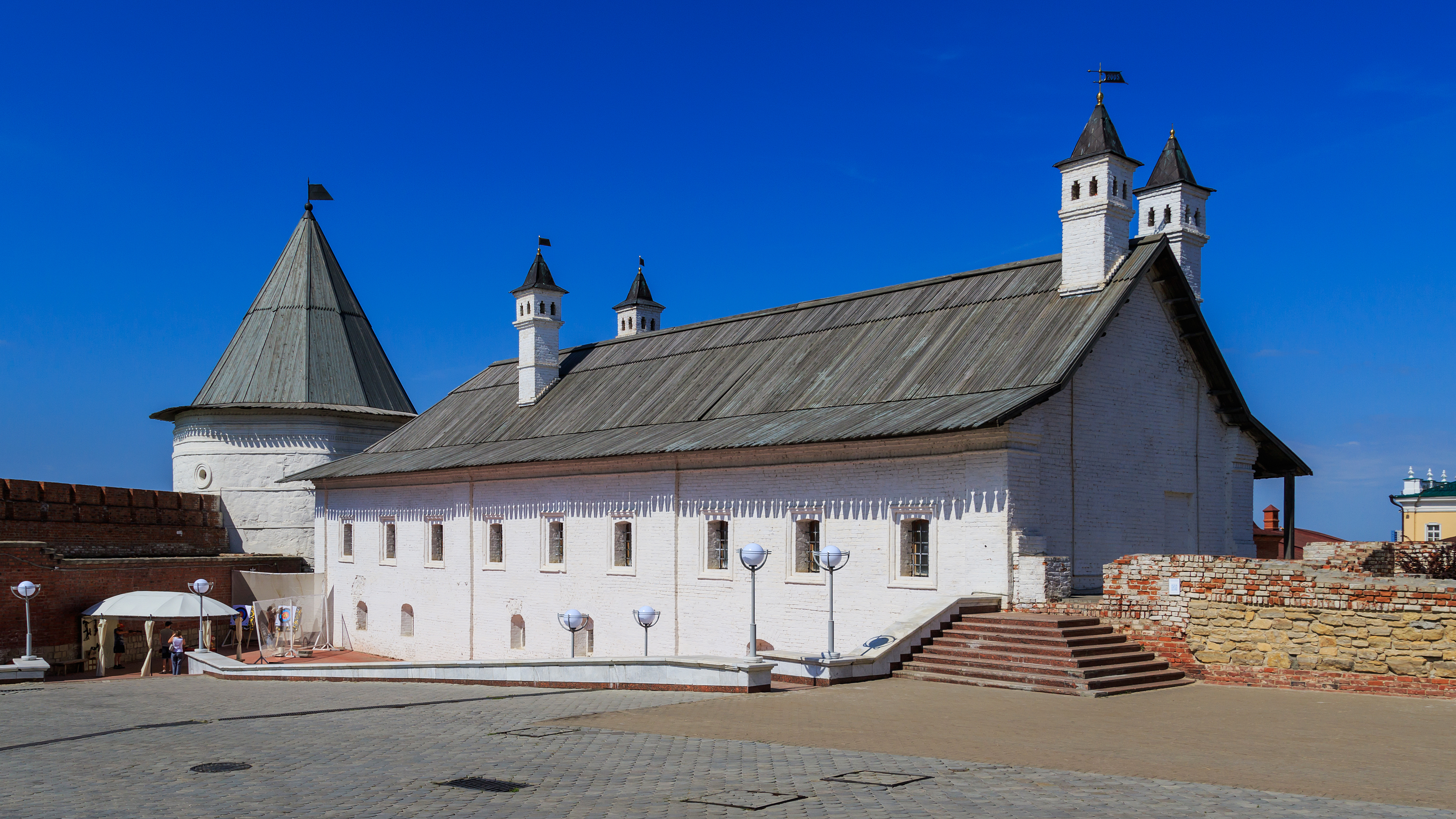
Arsenal palota
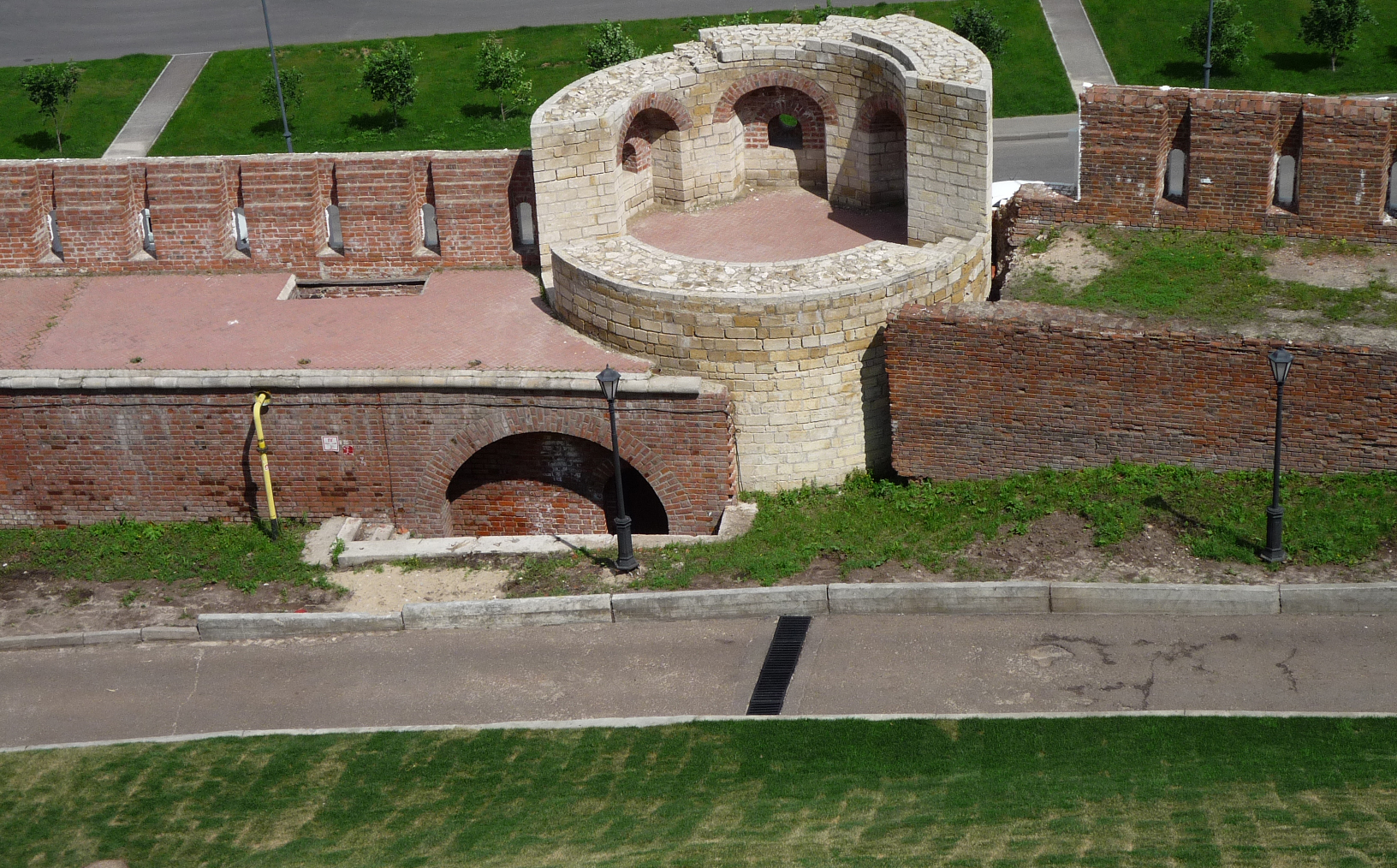
Fal
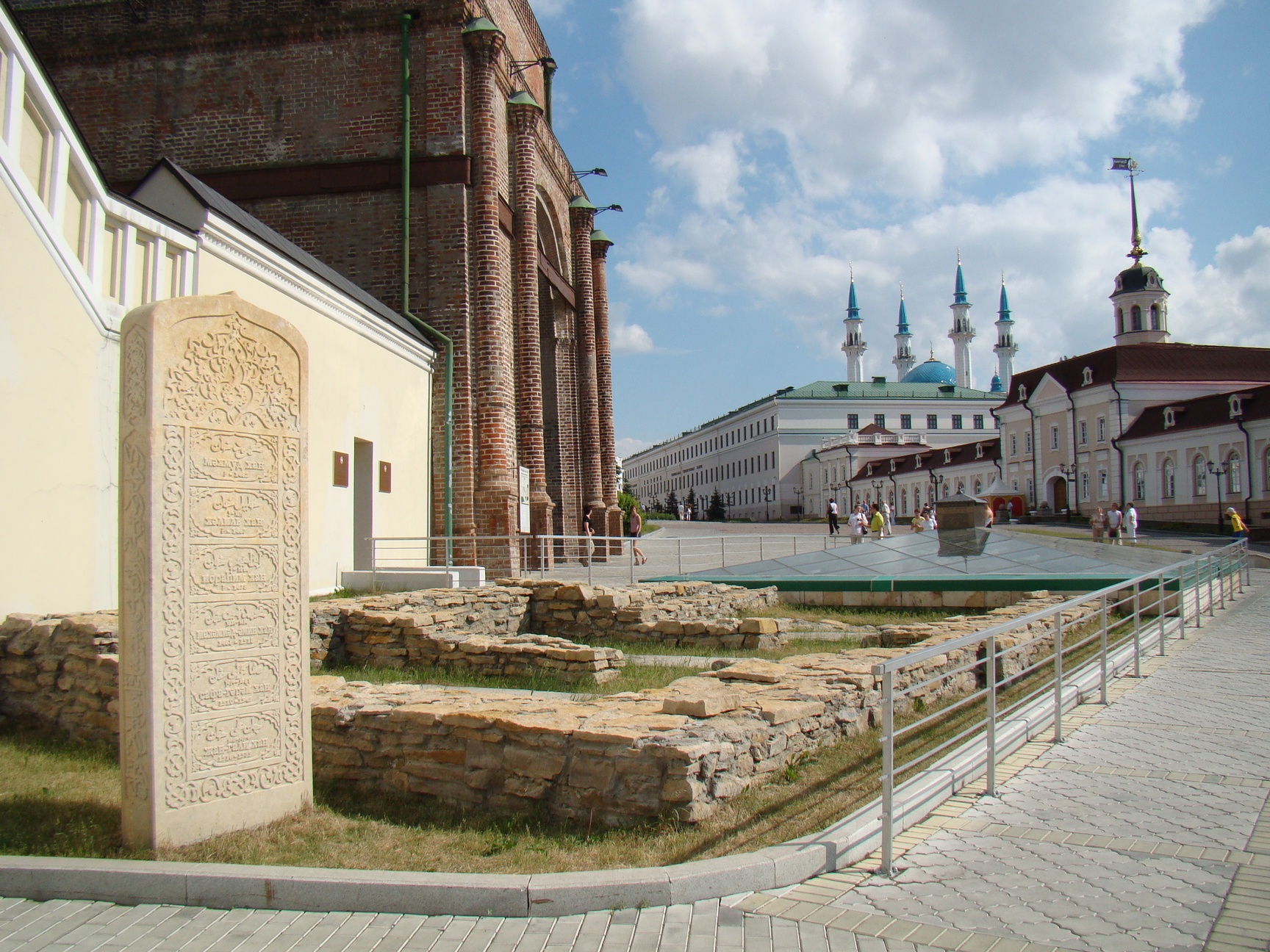
Kán Mauzóleum